# Oliver Boysen
Oliver Boysen (* 12. Oktober 1972 in Oldenburg) ist ein deutscher Schauspieler, Sprecher und Grundschullehrer.

## Werdegang
Boysen, 1972 als Sohn des Schauspielers und Hörspielsprechers Claus Boysen (1938–2007) in Oldenburg geboren, studierte Schauspiel an der Münchner Otto-Falckenberg-Schule (1995–1998). Danach folgte ein zweijähriges Engagement am Berliner Maxim-Gorki-Theater. Von 2001 bis 2015 war er freiberuflich tätig. Von 2004 bis 2011 studierte er Musik auf Lehramt (Grundschule). Von Juli 2013 
bis Juli 2015 absolvierte er sein Referendariat an einer Grundschule im Berliner Stadtteil Wedding und ist seit September 2015 Lehrer für Musik, Deutsch und Englisch an einer Grundschule in Kreuzberg.

## Filmografie (Auswahl)
- 1999: Dreamboy macht Frauen glücklich
- 2000: Der Alte – Der Tod kam wie ein Fluch
- 2001: Medicopter 117 – Jedes Leben zählt (Fernsehserie)
- 2001: Große Liebe wider Willen
- 2002: Für alle Fälle Stefanie (Fernsehserie)
- 2002: Ein starkes Team – Träume und Lügen
- 2003: Der Fürst und das Mädchen
- 2003: In aller Freundschaft – Folge 178: Für das Leben eines Freundes
- 2004: Forsthaus Falkenau – Schmutzige Geschäfte
- 2004: Der Alte – Folge 297: Schweigegeld
- 2005: Der Alte – Folge 303: Mord hat seinen Preis
- 2006: Tessa – Leben für die Liebe
- 2007: Rosamunde Pilcher
- 2007: Notruf Hafenkante (Fernsehserie, Folge Mit List und Tücke)
- 2007–2008: Deadline – Jede Sekunde zählt
- 2008: In aller Freundschaft – Folge 395: Beziehungsprüfung
- 2009: Inga Lindström: Wiedersehen in Eriksberg
- 2010: Inga Lindström: Mein falscher Verlobter
- 2010: Die Deutschen II: Karl Marx und der Klassenkampf
- 2011: Alarm für Cobra 11 – Die Autobahnpolizei (Fernsehserie)
- 2011: Lilly Schönauer – Liebe mit Hindernissen
- 2012: Rosa Roth (Fernsehserie)
- 2013: Danni Lowinski (Fernsehserie)
- 2015: Bettys Diagnose (Fernsehserie)